# 요메이 천황
요메이 천황(일본어: 用明天皇 요메이 텐노[*], ? ~ 587년 5월 21일)은 일본의 제31대 천황(재위 : 585년 10월 3일 ~ 587년 5월 21일)이다. 이름은 이케노베노미코(池辺皇子), 오에노미코(大兄皇子)이며, 일본식 시호는 일본서기(日本書紀)에는 다치바나노토요히노스메라미코토(橘豊日天皇), 고사기(古事記)에는 다치바나노토요히노미코토(橘豊日尊)로 기록되어 있다. 긴메이 천황의 4남으로 어머니는 소가노 기타시히메(蘇我堅塩媛)였다. 586년, 이복 누이인 아나호베노하시히토 황녀(穴穂部間人皇女)를 배우자로 삼았다. 그 사이에서 5명의 아들을 두었는데 그중 한 명인 우마야도 황자는 후에 스이코 천황의 집정이 되는 쇼토쿠 태자이다. 요메이는 3명의 황후와 7명의 남매를 두었다. 요메이 천황은 즉위한 지 2년도 안 되어 587년 4월에 사망했다. 소가 씨와 모노노베 씨는 자기가 추천하는 계승자를 즉위시키기 위해 대규모의 무장 충돌을 일으켰다. 결국 소가가 승리를 거두었고 소가노 우마코는 자신의 생질을 즉위시켰는데 바로 제32대 스슌 천황이다.
585년부터 587년까지 재위하는 동안 소가노 우마코가 대리청정하였다.

## 향년에 대해
요메이 천황의 향년에 대한 설은 36세·41세·48세·67세·69세로 다양한데, 어머니인 기타시히메가 540년에 비가 되었으며, 본인은 긴메이 천황의 4남이므로, 신빙성이 있는 설은 『신황정통기 神皇正統記』 등의 41세 설과 『미즈카가미 水鏡』의 36세 설이다. 따라서, 그의 생년은 547년 또는 552년이 된다.

## 가족 관계
- 아버지 : 일본 제29대 긴메이 천황(欽明天皇, 509~571)
- 어머니 : 비 기타시히메(堅塩媛)
  - 황후 : 아나호베노하시히토 황녀(穴穂部間人皇女, ?~622)
    - 장남 : 쇼토쿠 태자(聖徳太子, 574~622)
    - 3남 : 구메 황자(来目皇子, ?~603)
    - 4남 : 에쿠리 황자(殖栗皇子)
    - 5남 : 만타 황자(茨田皇子)

  - 빈 : 이시키나(石寸名) - 소가노 이나메(蘇我稲目, 506 경~570)의 딸
  - 비 : 이코노이라쓰메(伊比古郎女)
    - 차남 : 다이마 황자(当麻皇子), 마로코 황자(麻呂子皇子)
    - 딸 : 스카히메 황녀(酢香手姫皇女) - 이세재궁(伊勢斎宮)

## 같이 보기
- 일본 천황